# Memorial Judaico de Vassouras
O Memorial Judaico de Vassouras é um monumento localizado na cidade de Vassouras, interior do estado do Rio de Janeiro, no jardim do antigo Casarão da Santa Casa de Misericórdia. O projeto arquitetado por Roberto Burle Marx e assessorado por Claudia Rosier, foi construído para homenagear dois judeus sepultados no terreno em meados do século XIX, Benjamin Benatar (de origem marroquina) e Morluf Levy (de ascendência marroquina).

## História
No final de 1990, o historiador Egon Wolff Z"L sugeriu a Luiz Benyosef que fosse conhecer um terreno vazio, situado nos fundos de um asilo na cidade de Vassouras, onde estavam situados dois judeus falecidos naquela cidade em meados do século XIX. A escolha do local foi devido a divergências religiosas na época que não permitia que pessoas de outras religiões fossem sepultadas no único cemitério da cidade, de ordem católica. Na ocasião, a Santa Casa cedeu o pequeno jardim que havia nos fundos do hospital para que os dois judeus pudessem ser enterrados.
Benyosef ao visitar o local, constatou que estava abandonado e só havia, em meio a precariedade, a matzeva de Morluf Levy. A outra pedra tumular, pertencente ao Benjamin Benatar, desaparecera.
Para preservação da história, Egon e Luiz começaram a trabalhar no projeto de recuperação do antigo jardim. Poucas semanas depois, Egon veio a falecer, paralisando o trabalho. Em meados de 1991, a viúva de Egon, Frieda Wolff Z"L junto com Luiz decidiram retomar o projeto convidando o então diretor do Cemitério Comunal Israelita do Rio de Janeiro, Alberto Salama e José Kogut para fazerem parte deste grupo de trabalho. O paisagista Roberto Burle Marx, sensibilizado com a ideia, ofereceu-se para desenvolver o projeto. O projeto teve o apoio também do prefeito da época, Severino Dias e o fundador da Universidade de Vassouras, Severino Sombra de Albuquerque, que disponibilizou toda a mão de obra necessária. Além do Cemitério Comunal Israelita do Rio de Janeiro que custeou todas as despesas materiais.

### Egon e Frieda Wolff Z"L

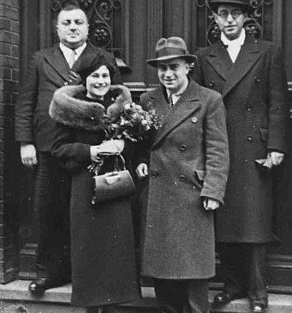
Casamento Civil de Egon e Frieda Wolff em Berlim, 1934.

Egon e Frieda Wolff desembarcaram no porto de Santos em 12 de fevereiro de 1936, recém-casados e fugitivos do nazismo. Ambos egressos da Universidade de Berlim, instalaram-se em São Paulo, onde trabalharam no comércio e prosperaram no ramo ótico. Mais tarde, mudaram-se para o Rio, onde prosseguiram no mesmo ramo e participaram de atividades comunitárias, com Egon tendo sido presidente do Hospital Israelita. 
| “ | A curiosidade sobre a imigração de judeus para o Brasil e a falta de respostas satisfatórias | ” |
|   | — Frieda Wolff.                                                                              |   |

Foi essa busca por respostas que levou o casal a deixar as outras atividades e mergulhar na pesquisa. Começaram pela Biblioteca Nacional, continuaram no Arquivo Nacional e percorreram cemitérios, judaicos ou não, espalhados por todo o país, anotando nomes, datas e genealogias. Fizeram centenas de entrevistas, compararam milhares de páginas. Foi assim que descobriram preciosidades como as lápides judaicas de Vassouras, que passaram a ser monumento histórico do século passado e faziam parte do circuito turístico da cidade.
O trabalho dos Wolff levou o Instituto Histórico e Geográfico Brasileiro a convidá-los a se associar à entidade, embora ambos modestamente se considerassem "amadores".
O casal publicou quarenta e quatro livros baseados nas pesquisas feitas pelos arquivos brasileiros e estrangeiros em busca de documentos e dados relativos à presença de judeus em território brasileiro desde o período colonial.

### Interdição
O Asilo Barão do Amparo, instalado no antigo casarão, foi construído entre 1848 e 1853. Em 1986, o imóvel foi tombado pelo Instituto do Patrimônio Histórico e Artístico Nacional. Por conta das condições da estrutura, o casarão foi interditado pelo Ministério Público Estadual no ano de 2007. No ano posterior pegou fogo, o que agravou a situação. Permanece interditado até os dias atuais impossibilitando a manutenção e visitação do memorial.

### Restauração
Em 2017 o casarão foi vendido ao Instituto Vassouras Cultural que promete fazer a restauração e reabertura para visitação.

## Concepção artística

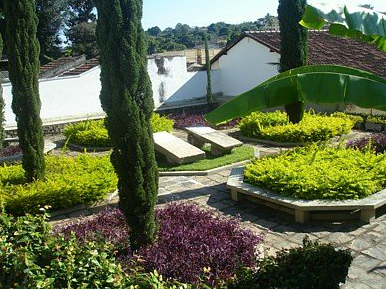

O memorial é formado por canteiros, com flores do cerrado brasileiro, em formato de colmeia que simbolizam a condição humana de sempre, como as abelhas, retornar às suas casas. No casulo central estão situadas as duas pedras tumulares.

## Ligações Externas
Memorial Judaico de Vassouras